# Herrarnas 50 meter ryggsim vid världsmästerskapen i kortbanesimning 2022
Herrarnas 50 meter ryggsim vid världsmästerskapen i kortbanesimning 2022 avgjordes den 15 och 16 december 2022 i Melbourne Sports and Aquatic Centre i Melbourne i Australien.
Guldet togs av amerikanska Ryan Murphy efter ett lopp på 22,64 sekunder. Silvret togs av australiska Isaac Cooper och bronset togs av polska Kacper Stokowski.

## Rekord
Inför tävlingens start fanns följande världs- och mästerskapsrekord:
|                   | Namn             | Nation    | Tid   | Ort         | Datum           |
| ----------------- | ---------------- | --------- | ----- | ----------- | --------------- |
| Världsrekord      | Florent Manaudou | Frankrike | 22,22 | Doha, Qatar | 6 december 2014 |
| Mästerskapsrekord | Florent Manaudou | Frankrike | 22,22 | Doha, Qatar | 6 december 2014 |

## Resultat

### Försöksheat
Försöksheaten startade den 15 december klockan 11:19.
| Placering | Heat | Bana | Namn                 | Nationalitet             | Tid             | Noteringar      |
| --------- | ---- | ---- | -------------------- | ------------------------ | --------------- | --------------- |
| 1         | 4    | 5    | Kacper Stokowski     | Polen                    | 22,78           | 0Q0, 0NR0       |
| 2         | 6    | 2    | Isaac Cooper         | Australien               | 22,79           | 0Q0, 0AR0       |
| 3         | 5    | 3    | Pieter Coetze        | Sydafrika                | 23,01           | 0Q0             |
| 4         | 5    | 4    | Dylan Carter         | Trinidad och Tobago      | 23,07           | 0Q0             |
| 5         | 5    | 5    | Lorenzo Mora         | Italien                  | 23,09           | 0Q0             |
| 6         | 4    | 3    | Javier Acevedo       | Kanada                   | 23,10           | 0Q0, 0NR0       |
| 7         | 3    | 8    | Andrei Anghel        | Rumänien                 | 23,12           | 0Q0             |
| 8         | 6    | 5    | Apostolos Christou   | Grekland                 | 23,18           | 0Q0             |
| 8         | 6    | 8    | Hunter Armstrong     | USA                      | 23,18           | 0Q0             |
| 10        | 6    | 4    | Ryan Murphy          | USA                      | 23,22           | 0Q0             |
| 11        | 4    | 6    | Ole Braunschweig     | Tyskland                 | 23,25           | 0Q0             |
| 11        | 6    | 3    | Takeshi Kawamoto     | Japan                    | 23,25           | 0Q0             |
| 13        | 5    | 2    | Tomáš Franta         | Tjeckien                 | 23,26           | 0Q0             |
| 14        | 4    | 2    | Marek Ulrich         | Tyskland                 | 23,28           | 0Q0             |
| 15        | 3    | 2    | Ksawery Masiuk       | Polen                    | 23,35           | 0Q0             |
| 16        | 6    | 6    | Ryosuke Irie         | Japan                    | 23,38           | 0Q0             |
| 17        | 4    | 8    | Thierry Bollin       | Schweiz                  | 23,48           | 0NR0            |
| 18        | 5    | 8    | Cameron Gray         | Nya Zeeland              | 23,49           |                 |
| 19        | 5    | 7    | Simon Bucher         | Österrike                | 23,55           |                 |
| 20        | 3    | 3    | Lamar Taylor         | Bahamas                  | 23,58           | 0NR0            |
| 20        | 5    | 6    | Mewen Tomac          | Frankrike                | 23,58           |                 |
| 22        | 4    | 7    | Markus Lie           | Norge                    | 23,65           |                 |
| 23        | 2    | 2    | João Costa           | Portugal                 | 23,80           |                 |
| 23        | 3    | 1    | Bradley Woodward     | Australien               | 23,80           |                 |
| 25        | 4    | 1    | Ng Cheuk Yin         | Hongkong                 | 23,83           |                 |
| 26        | 5    | 1    | Wang Gukailai        | Kina                     | 23,97           |                 |
| 27        | 2    | 7    | Chuang Mu-lun        | Taiwan                   | 24,15           | 0NR0            |
| 28        | 3    | 5    | Charles Hockin       | Paraguay                 | 24,29           |                 |
| 28        | 6    | 1    | Rasim Oğulcan Gör    | Turkiet                  | 24,29           |                 |
| 30        | 2    | 4    | Maximillian Wilson   | Amerikanska Jungfruöarna | 24,31           |                 |
| 31        | 3    | 6    | Jerard Jacinto       | Filippinerna             | 24,36           |                 |
| 32        | 6    | 7    | Doruk Tekin          | Turkiet                  | 24,63           |                 |
| 33        | 2    | 1    | Ģirts Feldbergs      | Lettland                 | 24,67           |                 |
| 34        | 3    | 7    | Armin Evert Lelle    | Estland                  | 24,69           |                 |
| 35        | 1    | 3    | Miguel Vásquez       | Guatemala                | 25,31           |                 |
| 36        | 1    | 4    | Abdellah Ardjoune    | Algeriet                 | 25,71           |                 |
| 37        | 1    | 5    | Kokoro Frost         | Samoa                    | 26,18           |                 |
| 38        | 1    | 6    | Alan Koti Lopeti Uhi | Tonga                    | 26,84           |                 |
| 39        | 1    | 7    | Ayman Kelzi          | Syrien                   | 27,19           | 0NR0            |
| 40        | 2    | 6    | Meiron Cheruti       | Israel                   | Diskvalificerad | Diskvalificerad |
| 40        | 1    | 2    | Sheku Kamara         | Sierra Leone             | Startade inte   | Startade inte   |
| 40        | 2    | 3    | Akalanka Peiris      | Sri Lanka                | Startade inte   | Startade inte   |
| 40        | 2    | 5    | Ziyad Saleem         | Sudan                    | Startade inte   | Startade inte   |
| 40        | 2    | 8    | Yazan Al-Bawwab      | Palestina                | Startade inte   | Startade inte   |
| 40        | 3    | 4    | Yeziel Morales       | Puerto Rico              | Startade inte   | Startade inte   |
| 40        | 4    | 4    | Robert Glință        | Rumänien                 | Startade inte   | Startade inte   |

### Semifinaler
Semifinalerna startade den 15 december klockan 19:59.
| Placering | Heat | Bana | Namn               | Nationalitet        | Tid             | Noteringar       |
| --------- | ---- | ---- | ------------------ | ------------------- | --------------- | ---------------- |
| 1         | 1    | 4    | Isaac Cooper       | Australien          | 22,52           | 0Q0, 0VRJ0, 0AR0 |
| 2         | 2    | 4    | Kacper Stokowski   | Polen               | 22,74           | 0Q0, 0NR0        |
| 2         | 1    | 2    | Ryan Murphy        | USA                 | 22,74           | 0Q0              |
| 4         | 2    | 5    | Pieter Coetze      | Sydafrika           | 22,86           | 0Q0              |
| 5         | 1    | 5    | Dylan Carter       | Trinidad och Tobago | 22,90           | 0Q0              |
| 5         | 2    | 3    | Lorenzo Mora       | Italien             | 22,90           | 0Q0              |
| 7         | 1    | 1    | Marek Ulrich       | Tyskland            | 23,03           | 0Q0              |
| 8         | 1    | 3    | Javier Acevedo     | Kanada              | 23,05           | QSO, WD, 0NR0    |
| 8         | 1    | 6    | Apostolos Christou | Grekland            | 23,05           | QSO              |
| 8         | 2    | 2    | Hunter Armstrong   | USA                 | 23,05           | QSO              |
| 11        | 2    | 7    | Ole Braunschweig   | Tyskland            | 23,08           |                  |
| 12        | 1    | 7    | Takeshi Kawamoto   | Japan               | 23,19           |                  |
| 13        | 2    | 8    | Ksawery Masiuk     | Polen               | 23,29           |                  |
| 14        | 1    | 8    | Ryosuke Irie       | Japan               | 23,49           |                  |
| 15        | 2    | 1    | Tomáš Franta       | Tjeckien            | Diskvalificerad | Diskvalificerad  |
| 15        | 2    | 6    | Andrei Anghel      | Rumänien            | Diskvalificerad | Diskvalificerad  |

#### Omsimning
Omsimningen startade den 16 december klockan 12:55.
| Placering | Bana | Namn               | Nationalitet | Tid   | Noteringar |
| --------- | ---- | ------------------ | ------------ | ----- | ---------- |
| 1         | 4    | Apostolos Christou | Grekland     | 23,15 | 0Q0        |
| 2         | 5    | Hunter Armstrong   | USA          | 23,30 |            |

### Final
Finalen startade den 16 december klockan 21:11.
| Placering | Bana | Namn               | Nationalitet        | Tid   | Noteringar |
| --------- | ---- | ------------------ | ------------------- | ----- | ---------- |
| 1         | 5    | Ryan Murphy        | USA                 | 22,64 |            |
| 2         | 4    | Isaac Cooper       | Australien          | 22,73 |            |
| 3         | 3    | Kacper Stokowski   | Polen               | 22,74 | 0=NR0      |
| 4         | 7    | Lorenzo Mora       | Italien             | 22,81 |            |
| 5         | 6    | Pieter Coetze      | Sydafrika           | 22,84 | 0AR0       |
| 6         | 8    | Apostolos Christou | Grekland            | 23,10 |            |
| 6         | 2    | Dylan Carter       | Trinidad och Tobago | 23,12 |            |
| 8         | 1    | Marek Ulrich       | Tyskland            | 23,37 |            |